# Therese Bohman
Elisabet Therese Bohman, född 21 augusti 1978 i Krokeks församling i Norrköpings kommun, Östergötlands län, är en svensk kulturskribent och författare. Sedan 2019 är hon konstredaktör på Expressen.

## Verksamhet
Therese Bohman var litteraturkritiker på Aftonbladet från 2006, och från 2009 konst- och litteraturskribent på Expressen. Hon ingick i redaktionen för den numera nedlagda litteraturtidskriften O- samt 2007–2008 i redaktionen för Aorta. Åren 2007–2012 var hon redaktör på Axess magasin och har även varit redaktör på bokklubben Clio, tidskriften Kvartal samt skrivit litteraturkritik i tidskriften Vi. Sedan 2019 är hon konstredaktör på Expressen.
Therese Bohman väckte uppmärksamhet och debatt, när hon i Aftonbladet 2007 recenserade Frederik Stjernfelts och Søren Ulrik Thomsens bok Kritik av den negativa uppbyggligheten och där diskuterade frågan om överskridandet av en norm – eller förkastandet av traditionen eller utmanandet av det etablerade – i sig ska anses vara ett tillräckligt bevis för att något viktigt har uppstått.
Hon romandebuterade med Den drunknade 2010, vilken har utgivits på franska, tyska, holländska och engelska. 2014 släpptes romanen Den andra kvinnan och 2016 romanen Aftonland, vilken nominerades till Augustpriset för bästa skönlitterära bok.  
För romanen Sanningsberget tilldelades hon Tidningen Vi:s litteratur i mars 2025. Spelplatsen är Kolmården vid Bråvikens branter, både för hennes barndom och romanen. 

## Priser och utmärkelser
- Nominerad till Tidningen Vi:s litteraturpris 2014 för Den andra kvinnan.
- Norrköpings kommuns kulturstipendium till Moa Martinsons minne 2014.
- Samfundet De Nios julpris 2014.
- Stipendium ur Gerard Bonniers donationsfond av Svenska Akademien 2014.
- Nominerad till Sveriges Radios romanpris 2015 för Den andra kvinnan.[3]
- Nominerad till Nordiska rådets litteraturpris 2015 för Den andra kvinnan.[4]
- Nominerad till Augustpriset 2016 för Årets svenska skönlitterära bok för Aftonland.[5]
- Tidningen Vi:s litteraturpris 2024 för boken "Sanningsberget".